# Canoe River (Columbia River)
Der Canoe River (canoe englisch für „Kanu“) ist ein 42 km langer Fluss im Osten der kanadischen Provinz British Columbia. Er bildet den nördlichsten Zufluss des Columbia River.

## Flusslauf
Das Quellgebiet des Canoe River befindet sich östlich von Mount Sir John Thompson auf einer Höhe von etwa 1100 m im Norden der Cariboo Mountains. Der Canoe River wird vom Nördlichen und vom Südlichen Canoe-Gletscher gespeist. Der Canoe River strömt in östlicher Richtung durch das Gebirge. 13 km oberhalb der Mündung sowie 7 km südlich von Valemount kreuzt der British Columbia Highway 5 den Fluss. Der Canoe River nimmt noch den Camp Creek von Süden sowie den McKirdy Creek von Nordosten auf, bevor er in das nördliche Ende des 579 m hoch gelegenen Stausees Kinbasket Lake mündet.
Von den 1820er Jahren bis in die 1840er Jahre folgte der York Factory Express, eine Handelsroute der Hudson’s Bay Company zwischen der York Factory an der Hudson Bay und dem Fort Vancouver, dem Flusslauf.

## Hydrologie
Mit der Errichtung des Mica-Staudamms 1969–1973 am Columbia River und dessen Aufstau zum Kinbasket Lake wurden die unteren 90 Flusskilometer des Canoe River, die entlang der Verwerfungszone Rocky Mountain Trench verlaufen, überflutet. Der nördliche Teil des Stausees wird auch als Canoe Reach bezeichnet. Das damalige Einzugsgebiet des Canoe River betrug ungefähr 3290 km², der damalige mittlere Abfluss an der Mündung etwa 100 m³/s. Das Einzugsgebiet des Canoe River schrumpfte auf ein Areal von etwa 605 km². Der mittlere Abfluss 24 km oberhalb der Mündung beträgt 14,8 m³/s. Die höchsten Abflüsse treten gewöhnlich während der Eisschmelze der Gletscher zwischen Juni und August auf.